# Megaupload
Megaupload Ltd — нині закрита онлайн-компанія, була розташована в Гонконзі, заснована Кімом Доткомом 2005 року, працювала до 2011 року. У червні 2016 року оголошено про повторне відкриття в січні 2017 року.
19 січня 2012 року Міністерство юстиції США перевірило доменні імена і сайти, пов'язані з megaupload, після того, як власника було заарештовано і передано до суду за звинуваченням у порушенні авторських прав. Згодом на рахунках власника було заморожено 330 млн гонконгських доларів (близько 42 млн доларів США). Засновник ресурсу — компанія, що знаходиться в Новій Зеландії, її власник — Кім Дотком, заперечує свою провину. 2015 року Кім Дотком боровся проти спроб екстрадиції його до США. Після закриття Megaupload почалась активна DoS-атака на цілий ряд сайтів уряду США, що призвело до відмови в обслуговуванні, відповідальність за це покладають на хакерську організацію Anonymous.
19 січня 2013 (2013-01-19) року megaupload було знову запущено під назвою Mega за доменним ім'ям mega.co.nz, також діяв скорочений домен me.ga. Повторний запуск збігся з першою річницею закриття megaupload ФБР.

## Компанії та послуги
Офіс компанії було зареєстровано у кімнаті за номером 1204 на 12 поверсі Шанхайської промислово-інвестиційної будівлю у Ван чай, що в Гонконзі. Компанія надавала такі сервіси: 
- Megaupload.com — файлообмінник;
- Megapix.com — хостинг зображень;
- Megavideo.com і Megalive.com — відео-хостинг;
- Megabox.com — музичний хостинг.

Інші послуги, включені Megaclick, Megafund, Megakey і Megapay займались рекламою і фінансовими послугами. Дві додаткові послуги: Megabackup і Megamovie — знаходились в стадії розробки перед закриттям ресурсу.

## Статистика
- Унікальних відвідувачів: 82,764,913
- Переглядів сторінок: більше 1000 млрд[10]
- Відвідувачів на день: 50 млн[10]
- Обсяг аудиторії: 4 %[11]
- Зареєстровані користувачі: 180 млн[10]
- Об'єм даних: 25 петабайт (25,000 терабайт)[12]
- 13-й сайт у світі за відвідуваністю[10]
- За даними Sandvine[be-x-old], ресурс генерував 1 % загального трафіку у фіксованій мережі в Північній Америці.[13]
- В ході розгляду справи у Вищому суді Нової Зеландії 2 лютого 2012 року Кім Дотком заявив, що megaupload був «хостингом з 12 млрд унікальних файлів для понад 100 мільйонів користувачів.»[14]

## Програмне забезпечення

### Mega Manager
Сайт megaupload випустив менеджер Mega Manager, менеджер завантаження, міг перевіряти посилання на правильність, а також міг керувати завантаженими файлами.

### Megakey
Megakey — є Adware-додатком, що прибирала обмеження пропускної здатності на ресурсі протягом «щасливих годин».

### Megabox
Megabox — новий тип ресурсів для завантаження медіа-файлів, був першим у своєму роді. Кім Дотком описав megabox як «дуже схожий на iTunes» за винятком того, що програма працювала у браузері, використовуючи технології HTML5 і завантажувалась значно швидше за  iTunes «або ще щось там».

### Filebox
Це flash-аплет, який можна було вбудувати на будь-яку вебсторінку. Він дозволяв користувачам завантажувати контент на megaupload без відвідування самого сайту.

### Блокування
Компанія була зареєстрована в Гонконзі і діяла по всьому світу, але технічно не діяла на його території. З 2009 користувачам з IP-адресами цієї території було заборонено мати доступ до сайту. Причина блокування не пояснювалась, але в митники Гонконгу припускали, що блокування було спробою перешкодити поліцейським розслідуванням щодо роботи сайту.
Станом на 23 травня 2010 року доступ до megaupload був перекритий і у Саудівській Аравії. Megavideo також періодично блокували в ОАЕ через порнографію, яка зберігалась у відкритому доступі на сервісі. З 9 червня 2011 року уряд Малайзії через зобов'язала всіх інтернет-провайдерів країни заблокувати megaupload і megavideo. Деякі провайдери виконали наказ, більшість лише обмежила швидкість з'єднання з ресурсом. У липні 2011 року, доступ до megaupload і megavideo був заблокований в Індії після того, як суд постановив, що там незаконно зберігались копії фільмів. 19 січня 2012 року федеральна прокуратура США в штаті Вірджинія закрила сайт megaupload і звинуватила Кіма Доткома і інші за нібито порушення закону про авторські права.
Незабаром після закриття сайту користувачі ще могли отримати доступ до матеріалів через вебкешу Google і інтернет-архів. Згодом, після звинувачень Google та Archive.org добровільно видалили копії сайту, щоб уникнути відповідальності за порушення авторських прав.

### Критика
В січні 2011 року MarkMonitor опублікував доповідь під назвою «Звіт про трафік: онлайн-піратство та підробки», де поміж іншого писалось, що megaupload, megavideo і Rapidshare були трійкою піратських сайтів з 21 млрд відвідувань на рік. Представники megaupload у відповідь на це заявили: «всі запити, що порушують закон, оперативно розглядаються нами у відповідь на відповідні запити». Марк Малліган, аналітик з Forrester, зазначав тоді, що кількість відвідувань не обов'язково корелює на кількість закачувань нелегальних матеріалів.
Megaupload Toolbar у випадку якщо браузер не міг знайти сторінку, яку хотів побачити користувач, знаходила відповідний ресурс і перенаправляв користувача на нього, таким чином можна було уникнути помилки 404. Були деякі підозри, що ця програма містить шпигунські віруси.
При спробі завантаження файлу до megaupload, перевірявся hash цього файлу. Якщо відповідний файл вже було завантажено, користувача запитували, чи хоче він отримати посилання на цей файл. 

### Полеміка щодо музики
9 грудня 2011 року на сайті megaupload було опубліковано кліп на підтримку ресурсу під назвою «The Mega song» з такими співаками: Каньє Уест, Аліша Кіз і Will.i.am. Снуп Дог також з'являвся в ранніх версіях відео. Музичне відео було завантажене на YouTube, але було видалено після прохання компанії Юніверсал Мьюзік.
Представники megaupload заявили, що кліп не містив жодного нелегального контенту, пояснюючи, що було підписано відповідний контракт з кожним зі співаків. Megaupload зажадав вибачень від UMG і подала позов проти компанії в Окружний суд Північного округу Каліфорнії, це сталось 12 грудня 2011. Відео згодом повернулось на YouTube, а причини видалення досі лишаються невідомими. Представники YouTube заявили: «Наші партнери не мають право прибирати відео з YT, якщо вони не володіють правами на них, тому ми відновили його». адвокати Willi.i.am спочатку стверджували, що він не погоджувався на цей проект, але 12 грудня сам співак заперечив свою причетність до цієї історії.

## Звинувачення 2012 року в США

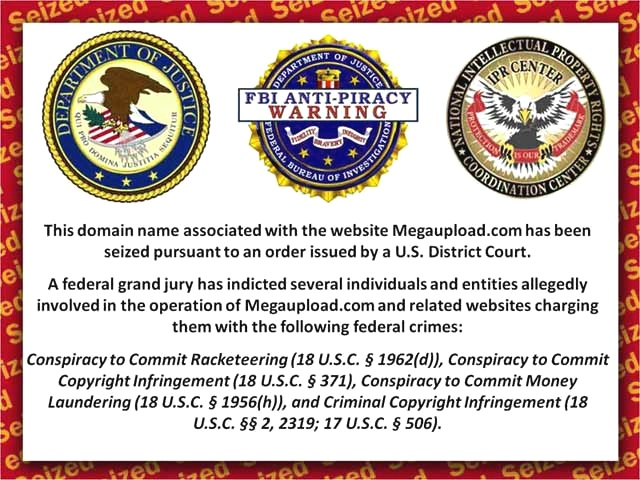
Вилучення доменного імені, посилання на ФБР, Міністерство юстиції та NIPRCC

19 січня 2012 року Міністерство юстиції США закрили файловий хостинг сайту Megaupload.com і порушило кримінальні впровадження проти власників.

### Арешти у Новій Зеландії
Діючи згідно запиту федеральної прокуратури США, поліція Нової Зеландії заарештувала Доткома та трьох інших керівників megaupload, вони знаходились у будинку вартістю 30 мільйонів доларів, у Коутсвілі, недалеко від Окленда. Це сталось у п'ятницю, 20 січня (NZDT, часовий пояс UTC+13). Причина — прохання ФБР про арешт осіб, причетних до рекету і відмивання грошей. Дорогоцінності з будинку на суму 17 млн $, включаючи твори мистецтва і автомобілі було вилучено. Четверо людей було заарештовано: Кім Дотком (засновник, 38 років, німець), Фін Батато (CMO, 38 років, німець), Матіас Ортман (технічний директор і співзасновник; 40 років, німець) і Брам ван дер Колк (29 років, голландець).
Після розгляду справи, третього лютого 2012 року Верховний Суд Нової Зеландії визнав законним відмову у звільненні під заставу.
22 лютого 2012 року суддя Невін Доусон скасував попередні рішення і дозволив відпустити під заставу Кіма Доткома, пояснюючи це тим, що без вилученого майна, в тому числі вертольоту, він не зможе втекти.
5 березня 2012 року від США було отримано офіційний запит щодо екстрадиції Кіма Доткома та трьох інших співвласників сайту megaupload.
30 квітня 2012 року новозеландський суд постановив, що 750 тис. і деякі інші активи, у тому числі Мерседес g55 G класу, Тойота Alphard, можуть бути повернуті власнику. Активи на 63 банківських рахунках і близько тридцяти інших транспортних засобів залишалися конфіскованими. У документах було зазначено, що майно Кіма Доткома було вилучено у січні 2012 року без належної документації.
28 червня 2012 року суд Нової Зеландії постановив, що ордер на обшук  будинку Кіма Доткома був недійсним. 
10 липня 2012 року, прийнято рішення про те, що розгляд питання про екстрадицію Кіма Доткома та інших заарештованих до США потрібно подовжити до березня 2013 року, щоб мати додатковий час для розгляду всіх аргументів. Суддя Нової Зеландії заявила, що США повинні надати докази «піратства в інтернеті» перш ніж Дотком може бути виданим.
24 вересня 2012 року прем'єр-міністр Нової Зеландії Джон Кі ініціював розслідування того, наскільки законно співробітники служби урядової безпеки проводили обшук і стежили за ним та іншими фігурантами справи. Він прокоментував своє рішення так: «я сподіваюся, що наші спецслужби завжди діють в рамках закону. Їх діяльність залежить від довіри суспільства».  
7 липня 2014 року розгляд екстрадиції Доткома з Нової Зеландії до США знову було відкладено, цього разу — до лютого 2015 року.
8 вересня 2014 року апеляційний суд постановив, що поліція Нової Зеландії має повернути вилучені незашифровані електронні пристрої назад Доктому.
23 грудня 2015 року, новозеландський суддя Невін Доусон постановив, що Кім Дотком, як і троє його колег, може бути екстрадований в США за звинуваченням у порушенні авторських прав. Адвокати Кіма відповіли, що оскаржуватимуть подібне рішення суду.

### Обвинувальний висновок
Обвинувальний висновок стверджує, що сайт megaupload відрізнявся від інших онлайн-сервісів зі файлообмінників.

### Можливе повернення даних
31 травня 2013 року суд Новій Зеландії зобов'язав поліцію повернути всі предмети, що не мають стосунку до справи.

### Реакція
Колишній французький президент Ніколя Саркозі заявив, що задоволений закриттям сайту. На його думку, ресурс отримував «злочинний прибуток від незаконного розповсюдження творів». Онайн-організації висловили стурбованість з приводу можливих наслідків справи проти megaupload щодо майбутнього файлообмінників, хмарних сховищ та інтернет-комерції. Ця справа показала, що США має всі повноваження, щоб закрити сайт без суду і слідства, навіть без нових законів, таких як СОПА. Насправді ж США вдалося використати закон Pro-IP, прийнятий ще в 2008 році.

## Повернення
Незважаючи на те, що сервіс закритий, а рахунку заморожено, Кім Дотком планує запустити Megaupload повторно. Жодних подробиць він не повідомляв.

### Вебсайт megaupload
Примітка: внаслідок юридичних дій всі ці сайти тимчасово недоступні

### Статті
- Чому федерали закрили megaupload? [Архівовано 3 серпня 2016 у Wayback Machine.] І чому саме зараз? [Архівовано 3 серпня 2016 у Wayback Machine.] 20 січня 2012
- Шукаємо ознаки злочину в megaupload [Архівовано 20 січня 2018 у Wayback Machine.], Нью-Йорк Таймс, 20 січня 2012
- Ньюсмейкер: сайт megaupload, історія Доткому: ріст і падіння, Рейтер, 20 січня 2012

### Інші
- Поліція Нової Зеландії, прес-реліз з приводу арешту megaupload [Архівовано 16 травня 2013 у Wayback Machine.]
- Міністерство юстиції США, обвинувальний висновок про закриття сайту megaupload [Архівовано 10 вересня 2016 у Wayback Machine.] 16 лютого 2012

1. ↑  Kim Dotcom 'preparing launch of new music site Megabox'. The Guardian. 27 вересня 2012. Архів оригіналу за 6 листопада 2012. Процитовано 18 вересня 2024. {{cite web}}: Недійсний |мертвий-url=dead (довідка) (англ.)